# William J. Pegram
William  Ransom Johnson Pegram, kendt som "Willie" eller "Willy" (29. juni 1841 – 2. april 1865) var en betydningsfuld ung artilleriofficer i Sydstaternes Army of Northern Virginia under Robert E. Lee i den amerikanske borgerkrig. Han blev dødeligt såret i slaget ved Five Forks. Han var lillebror til sydstatsgeneralen John Pegram, som også blev dræbt i kamp. Deres bedstefar, John Pegram, var generalmajor under krigen i 1812.

## Tidlige år
Han blev født i et hus på Main Street i Richmond, Virginia. Pegram læste jura på University of Virginia da borgerkrigen brød ud i 1861. 

## Borgerkrigen
Pegram blev hurtigt indrulleret i et artilleribatteri fra Richmond, der blev kaldt "Purcell Artillery" i april 1861. Den unge Pegram blev general A.P. Hills foretrukne artilleriofficer. Han blev kendt for sit akademiske udseende — ekstrem nærsynethed betød at han bar sine guldrandede briller selv i kamp – og for at være absolut frygtløs under slagene. General Henry Heth bemærkede at Pegram var "en af de få mænd som, tror jeg, var fuldstændig lykkelige når de var i kamp." En af hans soldater huskede, at Pegram mente at, "En soldat bør altid søge den mest farlige post, der skal udfyldes."
Pegram opsamlede en betydelig kamperfaring under borgerkrigen, først med A.P. Hill's berømte  "Light Division" og derpå med Hills 3. Korps. Han deltog i næsten alle de større slag i det østlige operationsområde i krigen, hvor Army of Northern Virginia var involveret. 
Willy Pegram steg i graderne fra menig til oberst i artilleriet med ledelsen af 60 kanoner. Der var en bevægelse i gang for at forfremme ham til general, men det blev ikke til noget. Det siges at både divisionscheferne Henry Heth og Richard H. Anderson bad om at han måtte blive forfremmet og givet kommandoen over en infanteribrigade, og A.P. Hill støttede Heths anbefaling af Pegram: "Ingen officer i Army of Northern Virginia har gjort mere for at fortjene denne forfremmelse end oberstløjtnant Pegram." Men Lee forfremmede ikke Pegram, han sagde: "Han er for ung — hvor gammel er oberst Pegram?" Heth havde svaret: "Det ved jeg ikke, men jeg vil tro omkring 25." Lee svarede: "Jeg tror, at en mand på 25 er så god, som han nogensinde vil blive, hvad han samler op efter den alder er erfaringen, men jeg kan ikke forstå hvordan det kan være, at når en officer gør en god indsats hvor han er, hvorfor skulle han så ønske at skifte?". Og derfor blev forfremmelsesanbefalingerne sendt tilbage med den påtegning, at "artilleriet må ikke miste en så værdifuld officers indsats". Der var mange som mente, at Pegram var den bedste kanonér i Army of Northern Virginia.
Willys ældre bror, John, var kandidat fra West Point i 1854. John blev dræbt i slaget ved Hatcher's Run i februar 1865. Dødsfaldet var et hårdt slag for Willy, som altid havde været nært knyttet til sin ældre bror.  

## Død
Willy Pegram sagde engang: "Mænd, når fjenden tager en kanon fra mit batteri, så kig efter mit lig foran den". Den 1. april 1865, i slaget ved Five Forks, et slag som sydstatshistorikeren Douglas Southall Freeman betegnede som "en katastrofal dag der ikke må huskes blot for de fire kanoner, der gik tab eller for de gode soldater der blev taget til fange". Pegram mistede endelig en af sine kanoner, mens han lå dødeligt såret ved siden af den. Han holdt ud til om aftenen, og døde kl. 8 den næste morgen. Han blev begravet på Hollywood Cemetery i Richmond.
Pegram havde øgenavnet Willy eller Willie. Hans familie brugte tilsyneladende stavemåden "Willy" og det samme gør hans moderne levnedsbeskriver. Freeman og mange andre forfattere om borgerkrigen staver navnet "Willie." General Joseph R. Anderson, berømt fra Tredegar Iron Works giftede sig med Pegrams søster Mary Evans i 1881.

## Eksterne kilder
- John Pegram photo & grave
- W.R.J. Pegram photo & grave